# Stand Up For Europe
Stand Up For Europe egy páneurópai, polgári mozgalom, ami egy demokratikusabb és föderalista Európa mellett kampányol.

## Története
A Stand Up For Europe 2016. december 3-án indult a 6. Európai Föderalista Kongresszuson Brüsszelben, három euroföderalista mozgalom – a Stand Up For The United States of Europe, az Európai Föderalista Párt és a United States of Europe Now – integrációjából. Egyike annak a számos, proeurópai polgári mozgalomnak, amelyek a Brexit eredményére és Donald Trump amerikai elnökké választására válaszul jöttek létre.
2017. május 6-án a Stand Up For Europe volt az egyik védnöke az egész napos brüsszeli vitának, melyet a Régiók Európai Bizottságának elnöke, Markku Markkula vezetett, és amely az Európai Unió jövőjéről és az európai integráció folytatásáról szólt.

## Szervezet
A Stand Up For Europe egy nonprofit szervezet (Association sans but lucratif, ASBL) a belga törvények szerint. Alapítói Richard Laub, Georgios Kostakos, Olivier Boruchowitch, és Pietro De Matteis. A szervezet az alábbi testületekből áll:
1. Általános gyűlés
2. Végrehajtó testület
3. Tanácsadó testület
4. Vitabizottság
5. Számvevőszék
6. Ombudsman

Az Általános gyűlést egy naptári évben legalább egyszer hívják össze november és február között. Itt választják meg a Végrehajtó bizottság tagjait többségi szavazat alapján, egy évre (megújítható). A testület főbb pozíciói:
- Elnök: Alain Deneef
- Alelnök: Gyévai Bálint
- Főtitkár: Luca Polidori
- Pénztáros: Faedran Bourhani
- Tanácstag: Alba Requejo

Városi polgári mozgalomként a Stand Up For Europe tevékenységei húsz „városi csapat” és hét egyetemi csoport köré szerveződnek (2017 február). Rendszeres sajtóközleményeket, hírlevelet és egy Europe Today nevű online magazint ad ki. A Stand Up For Europe weboldala számos közösségi média alkalmazással van összekötve, mint például a Facebookkal, Twitterrel, LinkedInnel, YouTube-bal és Instagrammal. Az európai fiatalok euroföderalista mozgalomban való részvételének fontosságát tükrözve a fenntartja a Students For Europe Political Research Platformot (Diákok Európáért Politikai Kutatási Platform), ami egy olyan weboldal, amelynek célja, hogy megkönnyítse a fiatalsággal kapcsolatos európai témák tanulmányozását. Számos városban vesznek részt európaiintegráció-párti gyűléseken, hogy az embereket az „európaizáció” útjára próbálják terelni.

## Célok
A Stand Up For Europe célja a nagyobb mértékű európai integráció és szolidaritás, valamint a közvetlenebb demokrácia.
- Európai alkotmány
- Európai hírszerző ügynökség
- Európaszerte állampolgári kezdeményezés a migrációval kapcsolatban
- Páneurópai művészeti projekt
- Európai ifjúsági nap

Mindezek mellett a Stand Up For Europe kooperálni igyekszik hasonló szervezetekkel, mint például a Pulse of Europe-pal, a Young European Federalists-szel és a New Europeans-szel.

## Lásd még
- Pulse of Europe Initiative

## Fordítás
- Ez a szócikk részben vagy egészben  a   Stand Up For Europe című angol Wikipédia-szócikk fordításán alapul.  Az eredeti cikk szerkesztőit annak laptörténete sorolja fel. Ez a jelzés csupán a megfogalmazás eredetét és a szerzői jogokat jelzi, nem szolgál a cikkben szereplő információk forrásmegjelöléseként.